# Адашево (Нижегородская область)
Ада́шево — нежилое село в составе Черновского сельсовета Большеболдинского района Нижегородской области.
Село располагается на правом берегу реки Пьяны.

## Название
Согласно Д. В. Цыганкину, топоним Адашево происходит от имени тюркского происхождения Адаш (Адаж), возникшего от апеллятива адаш — «тёзка».

## История
Адашево возникло не позднее начала XVIII века, поскольку уже присутствует на карте 1725—1734 годов из атласа Российской Империи.
Село относилось к Черновской волости Сергачского уезда Нижегородской губернии. Среди владельцев земель села, согласно «Списку населённых мест Нижегородской губернии за 1911 год», значатся фамилии помещиков Николаевой, Коровиной, Петрова, Соломоновой, Боборыкиной.
Адашево было торговым селом; здесь имелся базар, где сбывались товары, производимые в окрестных селениях — гончарные изделия из Большого Казаринова, сани из Большого Болдина:

Изъ базаровъ, на которые казаринскіе горшечники ѣздят съ своей посудой <...> Въ деревнѣ Адашевѣ, Сергачского уѣзда, вѣ 15 верстахъ отъ Казаринова, по пятницамъ

По базарамъ въ Адашевѣ болдинскія сани извѣстны въ Нижнем-Новгородѣ подъ названіемъ адашевских, хотя въ Адашевѣ сани никогда не выдѣлываются; адашевскими впрочемъ называются въ Нижнемъ вообще простыя чорныя сани, въ отличіе отъ такъ назыв. городскихъ, съ полостью, хотя-бы они никогда не видали ни Болдина, ни Адашева
Из истории села известно, что с конца XIX века в Адашеве была летняя деревянная крытая тёсом однопрестольная церковь, построенная в 1856 году и освященная в честь Богоявления Господня.
Церковь относилась к четвертому Благочинническому округу Сергачского уезда Нижегородской епархии.
Приход Адашевской церкви был малочисленным, в нём насчитывалось всего лишь 230 прихожан.
Поэтому, несмотря на то, что церковь имела 36 десятин земли, она не могла содержать для своей церкви самостоятельного причта.
Адашевская церковь была приписана к Черновской церкви, находящейся в пяти верстах от Адашева.
Церковный причт села Черновского совершал богослужения как в своей церкви, так и в Адашевской.

## Население
| Год             | 1859 | 1895 | 1916 | 1925 | 1989 | 2002 | 2010 |
| --------------- | ---- | ---- | ---- | ---- | ---- | ---- | ---- |
| Население, чел. | 197  | 192  | 348  | 326  | 20   | 8    | 0    |
| Мужчины         | 101  | 97   | ?    | ?    | 7    | 4    | 0    |
| Женщины         | 96   | 95   | ?    | ?    | 13   | 4    | 0    |

## Современность
В настоящее время село является нежилым (по данным переписи 2010 года), однако не упразднено и по-прежнему числится в составе Черновского сельсовета.

## Известные уроженцы
Пётр Александрович Игнатьев — Герой Советского Союза, участник Великой Отечественной войны, старший сержант.